# Heike Lange

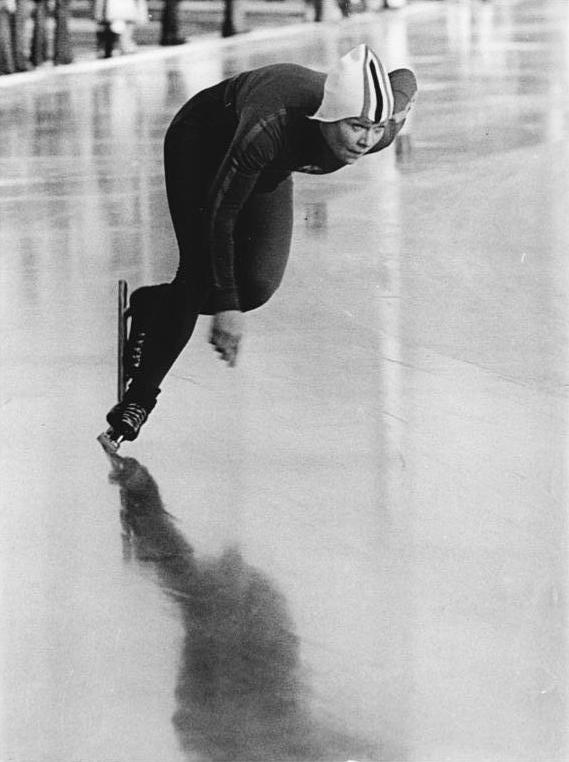
Heike Lange, 1974

Heike Lange, verheiratete Heike Kahl (* 31. Oktober 1955 in Rostock), ist eine ehemalige deutsche Eisschnellläuferin, welche dreimal DDR-Meisterin wurde. Sie nahm 1976 für die Deutsche Demokratische Republik an den Olympischen Winterspielen teil und startete für den SC Dynamo Berlin.

## Leben
Als Kind spielte sie im Jahr 1962 im DEFA-Kinderfilm „Lütt Matten und die weiße Muschel“ die Hauptrolle der Mariken. Sie besuchte die Kinder- und Jugendsportschule in Ost-Berlin.
Nachdem sie 1977 ihre Sportkarriere beendet hatte, studierte sie an der Humboldt-Universität zu Berlin und promovierte im Jahr 1984 als Germanistin. Bis 1991 war sie als wissenschaftliche Mitarbeiterin an der Akademie der Künste der DDR in Berlin tätig und arbeitete von 1991 bis 1993 als Schulentwicklungsplanerin beim Berliner Senat für Schule, Berufsausbildung und Sport. Zum Jahr 1994 wechselte sie zur Deutschen Kinder- und Jugendstiftung und war dort bis Juli 2021 als Geschäftsführerin tätig.
Zudem ist sie im Bundesverband Deutscher Stiftungen engagiert und war von 2002 bis 2011 als Mitglied des Vorstands des Bundesverbandes Deutscher Stiftungen. Im Jahr 2013 bekam sie von Bundespräsident Joachim Gauck das Bundesverdienstkreuz verliehen.

## Karriere
Ihre ersten beide DDR-Meistertitel gewann sie bei den DDR-Meisterschaften im Eisschnelllaufen 1975. Sie gewann den Sprint-Mehrkampf vor ihrer Teamkollegin Karin Kessow und Ute Dix. Vor ihren beiden Teamkolleginnen Monika Zernicek und Karin Kessow sicherte sie sich zudem den DDR-Meistertitel im Großen-Mehrkampf. Ihren dritten und letzten Meistertitel sicherte sie sich ein Jahr später über die 500 Meter vor Ines Bautzmann und Ute Dix. Zudem sicherte sie sich eine Silbermedaille und eine Bronzemedaille.
Im Jahr 1976 wurde sie vom Nationalen Olympischen Komitee der DDR für die Olympischen Winterspiele 1976 in Innsbruck nominiert und startete dort über die 500 Meter und 1000 Meter. Während sie über die 500 Meter den zehnten Platz belegt hat, sicherte sie sich über die 1000 Meter den achten Platz.